# Косматенко Анатолій Денисович
Анатолій Денисович Косма́тенко (3 жовтня 1921, с. Времівка — 6 квітня 1975, Київ) — український письменник.

## Життєпис
Народився 3 жовтня 1921 року в селі Времівці (тепер Великоновосілківського району Донецької області) в селянській родині.
Батько — Косматенко Денис Антонович і матір — Косматенко Оксана Максимівна все своє життя пропрацювали в колгоспі «Україна». Дітей було четверо. В Анатолія Денисовича було ще три сестри. Майя Денисівна працювала бібліотекаркою в районній бібліотеці. Віра Денисівна була учителем української мови та літератури на Чернігівщині. Раїса Терентіївна — учителем української мови та літератури Великоновосілківської середньої школи № 1.
Після закінчення середньої школи у Великій Новосілці 1939 року був призваний до лав Червоної Армії, де перебував до 1947 року. Під час німецько-радянської
війни — в діючій армії.
Після демобілізації два роки пропрацював учителем української мови та літератури Нескучненської середньої школи.
1953 року закінчив філологічний факультет Київського університету. Працював у «Літературній Україні», видавництві «Радянський письменник», журналі «Дніпро».
Як письменник почав друкуватися з 1947 року. Найбільших успіхів досяг у жанрі байки.
На першу книжку А. Косматенка — «Байки» — 1953 року Остап Вишня і відгукнувся теплою рецензією «Молодий байкар».
Помер
6 квітня 1975 у Києві. Похований в Києві на Міському цвинтарі «Берківці» (ділянка № 60).

## Творчий доробок
Збірки:
- «Байки» (1953),
- «Нові байки», «Кручені паничі» (1956),
- «Слово» (1959),
- «Яка ж мораль?», «Сміх і гнів» (1965),
- «Запорожець і Чорт» (1969),
- «Скіфська сережка» (1972),
- «Їжак, Троянда й Соловей», «Галинчині малюнки» (1974),
- «Жагуче кохання» (1977),
- «Сатира. Гумор. Лірика» (1981)